# 1670
1670 (MDCLXX) fue un año común comenzado en miércoles, según el calendario gregoriano.

## Acontecimientos
- Publicación del Tractatus theológico-politicus de Baruch Spinoza
- Se publica Pensées de Blaise Pascal, matemático francés.
- Se publica la Mística Ciudad de Dios de la monja española Sor María de Jesús de Ágreda.
- Molière escribe Le bourgeois gentilhomme (excelentísima obra teatral de comedia).
- Hennig Brand descubre el fósforo.
- Christopher Wren comienza la reconstrucción de la catedral de San Pablo de Londres.
- Luis XIV de Francia manda construir Les Invalides en París
- 22 de enero: Revuelta de Vallespir. Los vecinos de Prats de Motlló (Vallespir) se levantan contra el dominio francés. Los "Angelets de la Terra", guerrilleros de Vallespir, se apoderan de Arlés y asedian Céret.
- 6 de febrero: Muerte del rey Federico III de Dinamarca
- Tropas francesas ocupan Lorena.
- 29 de abril: en Roma, el cardenal Altieri es elegido papa con el nombre de Clemente X.
- Comienzo de una revuelta contra el poder ruso de los cosacos del Don bajo el liderazgo de Stenka Razin (fin en 1671).
- 2 de mayo: Fundación de la Compañía de la Bahía de Hudson en Inglaterra.
- 26 de mayo: Luis XIV de Francia y Carlos II de Inglaterra firman en secreto el Tratado de Dover. Por este tratado terminan las hostilidades entre los dos reinos, proveyendo Francia fondos a Inglaterra para combatir a los neerlandeses y restaurar el catolicismo.
- Comienzo del reinado de Cristián V de Dinamarca (fin en 1699).
- Los ingleses fundan una colonia en Charleston (Charles Town) en Carolina del Sur.
- España reconoce oficialmente la soberanía de Inglaterra sobre Jamaica mediante el tratado de Madrid.
- Los bamanas incendian Niani, dando fin al Imperio de Malí.
- Desde este año y hasta el 1715 , no se registró ninguna mancha solar. Mínimo de Maunder

## Nacimientos
- 24 de enero: William Congreve, poeta y dramaturgo inglés (f. 1729)
- 25 de febrero: Maria Winkelmann-Kirch, astrónoma alemana (f. 1720).
- 12 de mayo: Augusto II, rey de Polonia (1697-1733).
- 18 de julio: Giovanni Bononcini, compositor y violonchelista italiano (f. 1747)
- Ramón Despuig y Martínez de Marcilla, Gran maestre de la Orden de Malta.

## Fallecimientos
- 3 de enero: George Monck, Duque de Albemarle y soldado inglés. (n. 1608)
- 21 de mayo: Giovanni Andrea Sirani, pintor italiano (n. 1610)
- 11 de octubre: Luis Le Vau, arquitecto francés (n. 1612)
- 15 de noviembre: Comenio, padre de la pedagogía (n. 1592). Su cuerpo es sepultado en la iglesia de Naarden en Holanda.